# Real insulano
Real insulano, também designado por real fraco, é a designação dada à moeda que circulou nos arquipélagos dos Açores e da Madeira.
O real insulano desapareceu:
- na Madeira — com a extinção da moeda própria, ocorrida em finais do século XIX;
- nos Açores — com reforma monetária de 1911 que, na sequência da implantação da República em Portugal, substituiu o real português pelo escudo português como unidade monetária. Neste arquipélago passou a circular o escudo insulano, moeda que se manteve até 1931.